# El Hazard
El Hazard : Le Monde merveilleux est un anime en 7 épisodes de Hiroki Hayashi diffusé de 1995 à 1996.  
Il a connu plusieurs suites : El Hazard : Le Monde merveilleux 2 (1997), série de quatre OAV, El Hazard : Les Mondes alternatifs, série de 13 OAV, ainsi qu'une série télévisée, El Hazard : Le Monde alternatif, composée de 26 épisodes reprenant, en l'adaptant pour un plus large public, l'histoire de la première série d'OAV et diffusée pour la première fois en France en avril 1999 sur la chaîne Mangas.

## Fiche technique
- Titre original : 神秘の世界エルハザード (Shinpi no Sekai El-Hazard)
- Titre français : El Hazard : Le Monde merveilleux
- Réalisation : Hiroki Hayashi
- Character Designer : Kazuto Nakazawa
- Dates

## Synopsis
Note : Ce résumé concerne uniquement les premières minutes de la série d'OAV. Dans la série TV, c'est via une machine construite par Makoto que le passage vers El Hazard s'opère. De plus, certains personnages de la série d'OAV n'existent pas dans la série TV.
Makoto Mizuhara est un jeune étudiant. Une nuit, alors que Katsuhiko Jinnai (le président des élèves du lycée) tente d'attirer Makoto dans un piège, ce dernier entend une voix provenant des vestiges archéologiques découverts sous le lycée. La belle  Ifurita qui y dormait envoie Makoto, Katsuhiko,  Nanami (la sœur de Katsuhiko) et le professeur Fujisawa dans un monde inconnu : le Monde merveilleux d'El Hazard. Tout ce petit monde étant séparé à leurs arrivée, sauf Makoto et Fujisawa qui passent leurs premiers instants dans ce monde à sauver la princesse Rune Venus des pattes des très bêtes Bugroms. Pour les remercier, cette dernière leur fait une offre qu'ils ne pourront pas refuser sous peine de prison : Makoto devra se travestir et jouer le rôle de la sœur de Rune Venus, la princesse Fatora avec qui il partage une ressemblance troublante, et qui a été enlevée par une tribu maléfique...'

## Personnages principaux

### Makoto Mizuhara
Makoto est le héros de l'histoire. C'est un jeune étudiant et le principal rival de Katsuhiko car il réussit tout ce que ce dernier n'arrive pas à accomplir. Dans le monde d'El Hazard, il possède le pouvoir de réactiver et de contrôler les machines du monde d'El Hazard.

### Katsuhiko Jinnai
Il est le président des élèves du lycée de Makoto et est d'une jalousie maladive contre ce dernier. Il possède le pouvoir de communiquer avec les Bugrom (Baghrom dans la version originale), des insectes géants menés par la Reine Diva qui rêve de conquérir El Hazard et dont il prend le commandement en se faisant passer pour l'envoyé céleste chargé de les mener à la victoire.

### Nanami Jinnai
C'est la sœur de Katsuhiko et journaliste au club vidéo de l'école. Sur le monde d'El Hazard, elle possède le pouvoir de voir à travers les illusions du peuple de la tribu fantôme. Elle utilise pour ses affaires ses qualités de cuisinière.

### Le professeur Fujisawa
Professeur au lycée de Makoto et alcoolique notoire. Dans le monde d'El Hazard, il possède une force surhumaine (quand il est sobre).

### Shela Shela
Elle est la plus jeune des trois déesses d'El Hazard. Elle tire son pouvoir du feu, et a un tempérament similaire.

### Afura Mann
Afura Mann est la déesse du vent. Elle tire son pouvoir de l'air. Dans la série télévisée Le Monde alternatif, c'est Afura Mann qui est la plus jeune des trois déesses.

### Miz Mishtal
C'est la plus âgée des trois déesses. Elle utilise le pouvoir de l'eau pour vaincre ses ennemis. Elle tombe vite amoureuse de Fujisawa, ce qui l'embarrasse.

### Arielle
Elle est la maîtresse de Fatora, et prend aussi Makoto en affection.

### Ifurita
Ce démon destructeur a l'apparence d'une fort belle jeune femme. Bien que ce soit elle qui ait envoyé Makoto et ses amis dans le monde d'El Hazard, lorsque ces derniers l'y retrouve elle a tout oublié d'eux et se conduit comme une androïde de combat froide et implacable, contrôlée par Jinnai.
Dans la série télévisée Le Monde alternatif, Ifurita est une jeune fille gaie et maladroite, assez comique. Libérée de son sommeil par Jinnai, elle est contrainte de lui obéir, mais sa maladresse rend ses pouvoirs pourtant colossaux le plus souvent contre-productifs.

## Production
El Hazard a été coproduit par Pioneer LDC et AIC. Le studio d’animation a également participé à Cosmocats, Denis la Malice, Inspecteur Gadget ou Silverhawks parmi les dessins animés les plus connus en France. Il a produit par ailleurs Blue Gender ou Bubblegum Crisis.

## Suites

### El Hazard: Le Monde magnifique 2
Alors qu'ils sont installés à El Hazard, Miz Mishtal et Fujisawa préparent leur cérémonie de mariage, mais Fujisawa, embarrassé et confus, s'enfuit. Makoto et les autres vont partir à sa recherche. Ils y découvre en autre une autre Ifurita.

### El Hazard: Les Mondes alternatifs
Après le mariage de Fujisawa et Miz, l'intronisation d'une nouvelle grande prêtresse de l'eau est perturbé par le déclenchement accidentel d'un appareil projetant les protagonistes dans un nouveau monde, celui de Creteria.

### El Hazard: Le Monde alternatif
Assez semblable au scénario original, mais des modifications telles que Makoto et les autres arrivant à El-Hazard par une machine qu'il a fabriquée et détraquée par Jinnai, Rune Venus sans sœur et Ifurita moins dangereuse.

## Liens
- Fiche sur Animint